# Microterangis coursiana
Microterangis coursiana är en orkidéart som först beskrevs av Joseph Marie Henry Alfred Perrier de la Bâthie, och fick sitt nu gällande namn av Karlheinz Senghas. Microterangis coursiana ingår i släktet Microterangis och familjen orkidéer. Inga underarter finns listade i Catalogue of Life.